# Idea dobra w dyskusji między Platonem i Arystotelesem
Idea dobra w dyskusji między Platonem i Arystotelesem (Die Idee des Guten zwischen Plato und Aristoteles) – dzieło Hansa-Georga Gadamera wydane w 1978 roku. W Polsce ukazało się w 2002 roku w tłumaczeniu Zbigniewa Nerczuka nakładem wydawnictwa Antyk (seria "Daimonion").
Autor, wykorzystując metodę hermeneutyczną, poddaje analizie proces adaptacji metafizycznego pojęcia dobra, którym posługiwał się Platon na grunt filozofii praktycznej Arystotelesa.